# Pasionisti
Pasionisti ili Družba Muke Gospodina našega Isusa Krista (lat. Congregatio Passionis Jesu Christi, CP), skraćeno i Družba Muke (lat. Congregatio Passionis), katolička je kontemplacijsko-apostolska redovnička družba koju je 1720. u Italiji utemeljio sveti Pavao od Križa (Paolo Francesco Danei) radi promicanja štovanja muke Isusove. Sjedište je u Rimu.
Godine 1725. papa Benedikt XIII. odobrio je Družbu.
Članovi družbe daju zavjet navještanja »sramote i slave Križa«, tj. Muke Kristove, vodstvom duhovnih vježbi, kontemplacijom i u misijskomu radu. Očuvali su i promiču pobožnost Sati Muke Gospodnje, kao i Sedam žalosti Blažene Djevice Marije i Pet Kristovih rana. Zaštitnica Družbe je Gospa Žalosna, a suzaštitnici sveti Josip i sveti Mihael.
Kanonizirani članovi Družbe su sv. Pavao od Križa i sv. Gabrijel od Žalosne Gospe. Sveta Gemma Galgani, poznata stigmatičarka, tražila je prijem u red pasionista, ali je odbijena, navodno, zbog krhkoga zdravlja. Uz Galgani, i sv. Mariju Goretti u duhovnom životu pratili su pasionisti, u pripremi za prvu Svetu Pričest, a pasionisti bjehu i postulatori njezine kanonizacije.
God. 2020. Družba je imala 1890 članova.

## Vanjske poveznice
|  | Wikizvor ima izvorni tekst Sati Muke Gospodnje |

- Službene mrežne stranice